# Ландревиль (замок)
Замок Ландревиль (фр. Château de Landreville) — замок, расположенный в коммуне Байонвиль в департаменте Арденны Франции.
Замок был построен построен в начале XIII века на территории расположения бывшей крепости XII века и был впоследствии реконструирован в середине XVI века. Замок Ландревиль, расположенный в Аргоннском регионе Арденн, представляет собой прямоугольный «maison forte» (укрепленный дом), окруженный четырьмя цилиндрическими башнями с «крышами-перечницами», окруженными рвами, заполненными водой, с парком в шесть гектаров и конюшнями. Имелось также и два павильона. Замок был классифицирован как исторический памятник Министерством культуры Франции с 2006 года.
Замок до сих пор остается редким примером практически нетронутой усадьбы эпохи Ренессанса Арденнского региона.
За 800 лет истории он стал свидетелем жизни многих семей, в том числе Ландревилей, Грандпре, Шеннерннеров, Бове, Майяров, Мейксморонов. Портрет Клода Франсуа де Майяра, лорда и маркиза де Ландревиль, был написан Николя де Ларжильером около 1735 года.

## Описание
Строительство нынешнего здания датируется серединой XVI-го века, дата 1567 год была замечена на одном из дымоходов. План здания является типичным с XV-го века, предполагает собой прямоугольный дом, ограниченный четырьмя круглыми башнями. Ров остается видимым с трех сторон.
На трех этажах в башнях предусмотрены прямоугольные противопожарные отверстия для защиты четырех сторон помещения. У них все еще есть опорные стойки, которые позволяли стабилизировать оружие.
Входная дверь украшена рельефными узорами и статуэтками кариатид, характерными для французского Ренессанса после 1550 года.
Нижняя ступень полностью является сводчатой в камне. На кухне свод поддерживается одной колонной в центре, что является обычным для того времени. Одна из башен содержит винтовую лестницу. Каждый из двух этажей включает потолки и дымоходы по французскому образцу. Две трубы на первом этаже подверглись частичному изменению в XIX веке.
Здания, которые окружают замок, являются более новыми. Дом управляющего замком был построен в 1773 году. Симметричное здание является дополнением к общему плану конца XIX-го века. В то время здания, расположенные у юго-западного входа в замок, были разрушены. Замок является одним из олицетворений военной архитектуры Арденн образца XVI-го века.

## Галерея

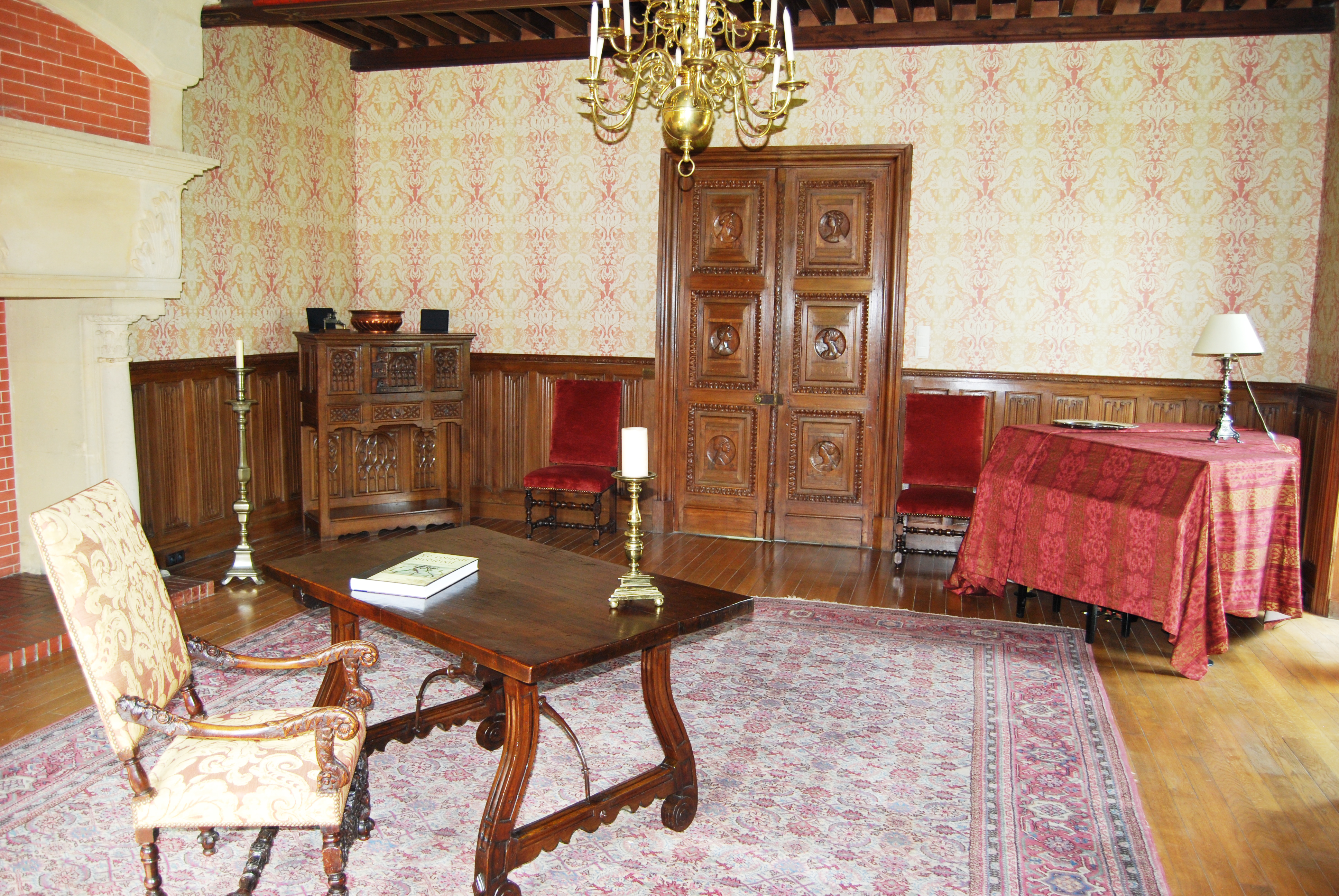
Зал Людовика XIII замка Ландревиль
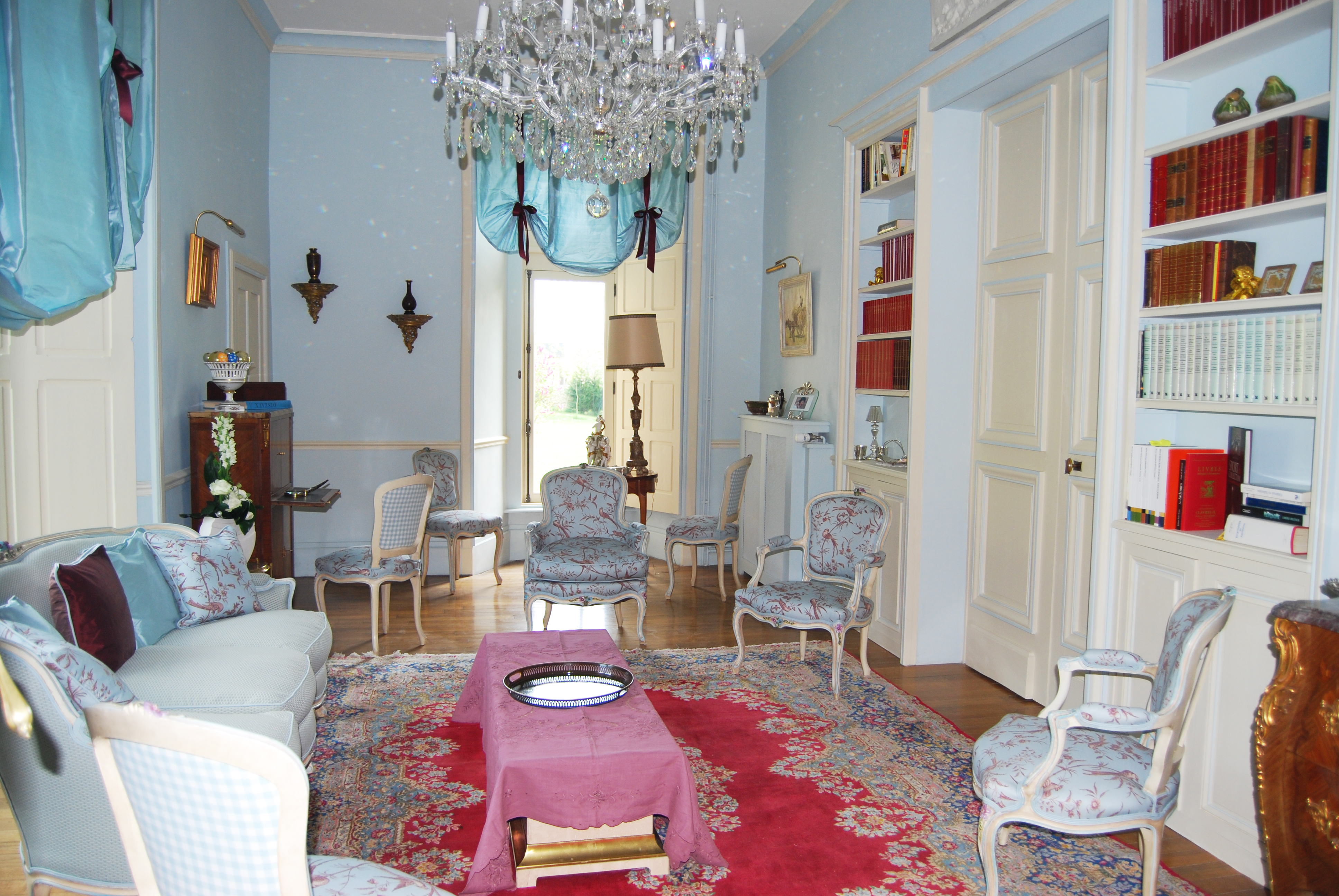
Будуар замка Ландревиль
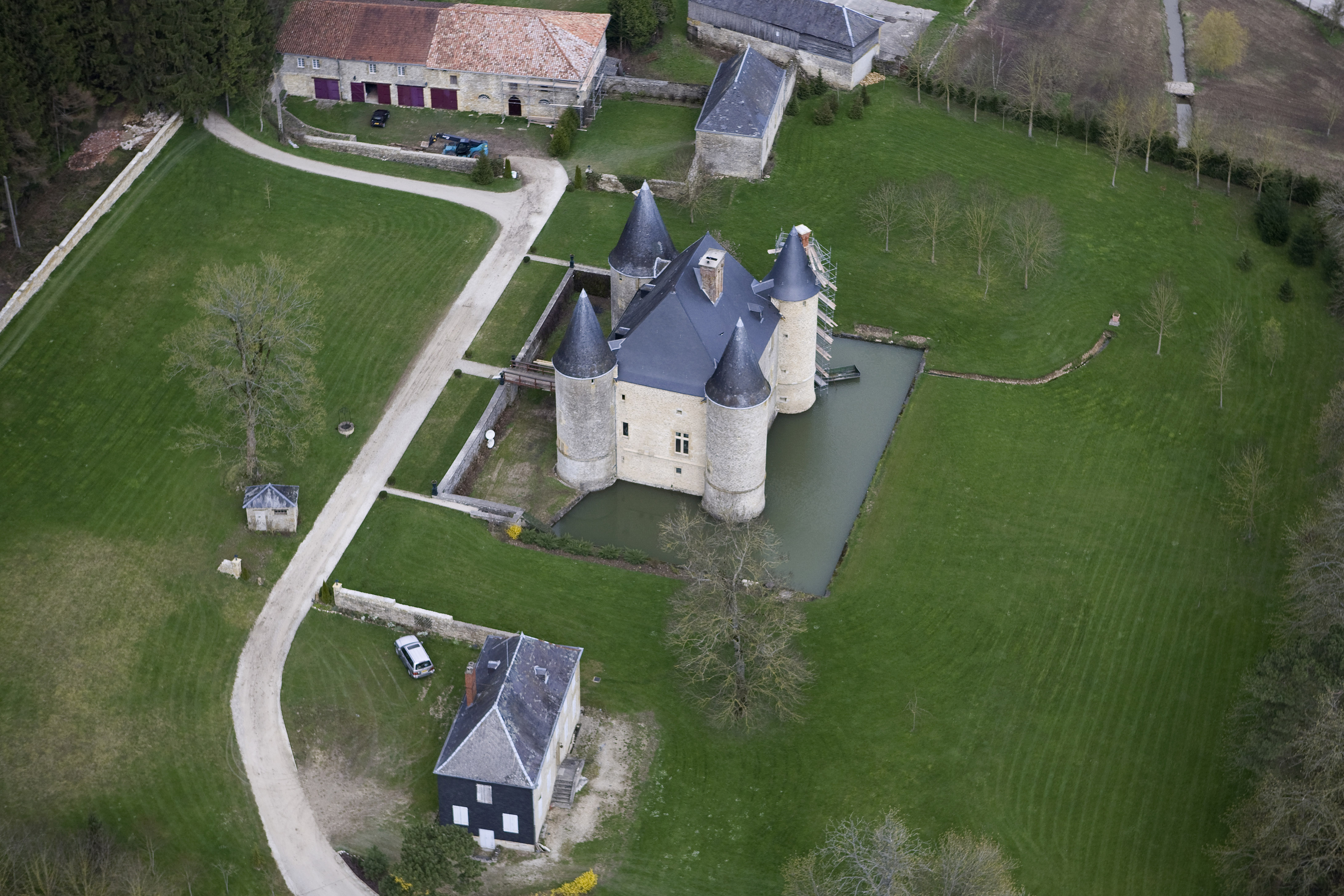
Замок Ландревиль, вид с юго-запада в 2010 году